# Angath
Angath est une commune autrichienne du district de Kufstein dans le Tyrol.